# Caripeta hyperythrata
Caripeta hyperythrata är en fjärilsart som beskrevs av Dyar 1910. Caripeta hyperythrata ingår i släktet Caripeta och familjen mätare. Inga underarter finns listade i Catalogue of Life.